# Pizza Delight
Pizza Delight est une chaîne de restaurants canadienne basée principalement dans les maritimes et en Ontario qui est spécialisée dans la cuisine italienne, principalement dans la préparation et la vente de pizzas. La chaîne comptait en mai 2008, 99 établissements, dont 38 au Nouveau-Brunswick, 19 en Nouvelle-Écosse, 17 à Terre-Neuve-et-Labrador, 13 en Ontario, 7 à l'Île-du-Prince-Édouard. 3 en Alberta et 2 au Québec. 
Pizza Delight Enterprises Inc. (anciennement la Pizza Delight Corporation) fait partie depuis 2000, de la famille d'Imvescor Inc., créée par ses actionnaires, qui gère entre autres les bannières Mikes, Scores et Bâton Rouge.